# Kabylie

Poloha regionu

Topografie Kabylie

Kabylie též Kabýlie (v kabylštině: Tamurt n Leqbayel nebo Tamurt idurar) je kulturní region na severu Alžírska. Oblast je pojmenovaná podle etnika Kabylů, kteří zde žijí. Největším městem je Bidžája. Kabylie se rozprostírá na ploše 44 000 km2 a leží v pohoří Atlas, na okraji Středozemního moře. Kabylie pokrývá několik provincií Alžírska: celou Tizi Ouzou a Bejaia (Bgayet), většinu Bouira (Tubirett) a části Wilaya Boumerdes. Na území Kabylie se nacházejí také dva národní parky: Kuraja a Djurdjura.

## Geografie

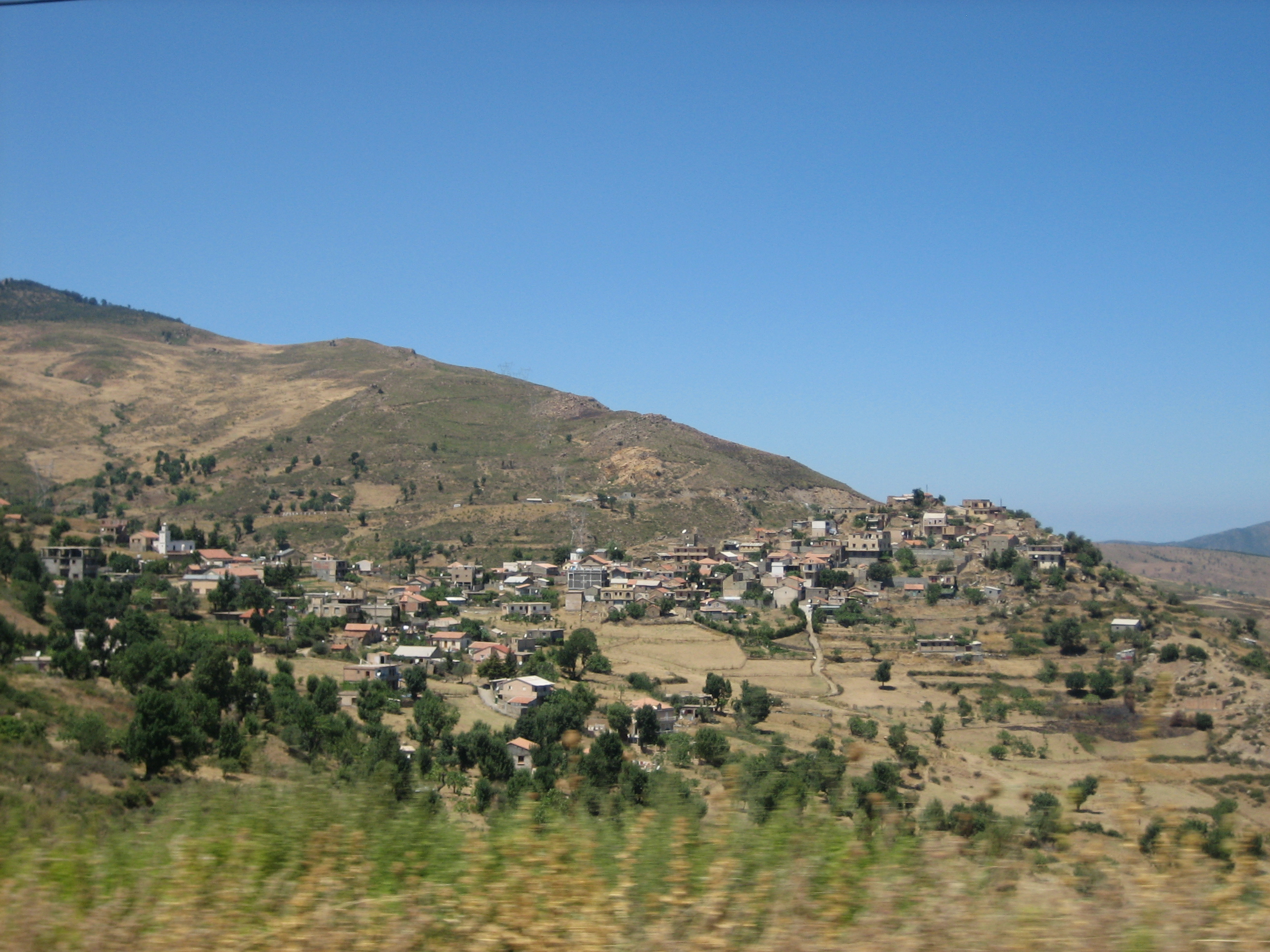
Krajina v Kabylii.

Území Kabylie se táhne od pobřeží Středozemního moře asi 125 km do vnitrozemí. Kabylie je rozdělena na dvě části, první se jmenuje Djurdjura nebo Jurjura, či Velká Kabylie a leží na západě, druhá je Malá Kabylie a leží na východě území. Krajina Kabylie je jednou z nejnehostinnějších v celé severní Africe. Najdeme zde drsné hory s vrcholy až 2 000 m n. m. a izolovaná údolí. Větší část roku jsou mnohé oblasti kvůli špatnému počasí (dešti a sněhu) nedostupné.

## Obyvatelstvo
Oblast je obydlena etnikem Kabylů, odtud její název. Je to druhý nejpočetnější berberský kmen: populace činí 4 milióny. Jméno Kabylové znamená „příslušník kmene“ (z arabského gabila). Kabylové jsou zejména zemědělci a chovatelé dobytka. Na Alžírsku usilují o autonomii, zejména kulturní a jazykovou. Mluví svým vlastním jazykem: Kabylštinou. Druhým nejpoužívanějším jazykem je francouzština. Arabštinu bojkotují.

## Historie

### Středověk
V letech 909–971 zde vládla dynastie Fátimovců založená Abdulláhem al-Mahdí Billahem. Oblasti se tehdy říkalo Ifríkíje (dnešní Tunisko a východní Alžírsko). Po čase Fátimovci dobyli také Egypt a ztratili zájem o Maghreb, který nechali berberským zástupcům Zirídovcům. Ti zde vládli až do roku 1018. Zirídovci se brzy rozštěpili a jejich odnož Hammadité zůstali v Kabylii a celém Alžírsku. Hammadité rozvíjeli celou oblast, zakládali města jako kupříkladu Bidžája, jejich hlavní město, a Alžír.
V 16. století se oblast dostala pod nadvládu osmanských Turků, kteří provedli několik vpádů a založili zde vojenské osady.

### Novověk

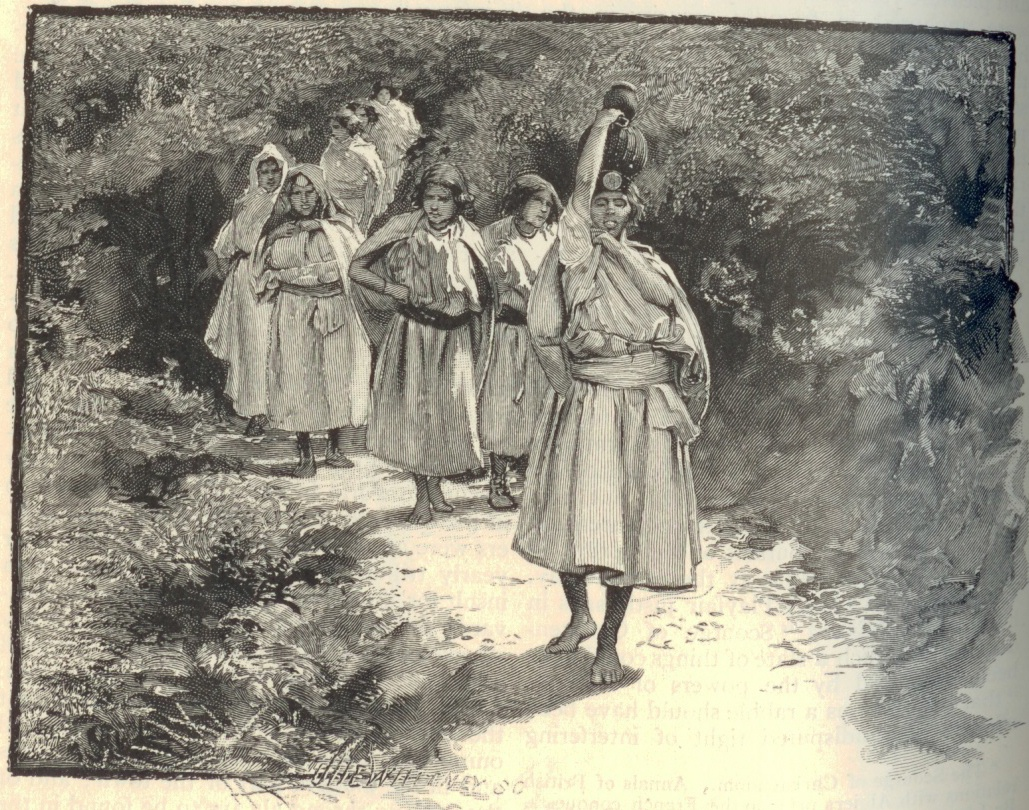
Kabylské ženy, 1886.

#### Francouzská kolonizace
Celá oblast byla postupně kolonizována Francouzi od roku 1857, navzdory silnému odporu místních obyvatel vedených vůdci jako kupříkladu Lalla Fatma N'Soumer, který pokračoval v odporu až do Mokráního povstání v roce 1871. V tomto období byla většina území zkonfiskována od vzpurných kmenů a předána Pieds-noirs – chudým francouzským osadníkům. V této době proběhlo také mnoho zatýkání a vyhoštění původních obyvatel Francouzi, hlavně do Nové Kaledonie. Kolonizace také urychlila migraci obyvatelstva do vnitrozemí Alžírska .
Alžírští imigranté ve Francii vytvořili první stranu podporující nezávislost ve 20. letech 20. století. Messali Hadj, Imache Amar, Si Djilani a Belkacem Radjef myšlenku rychle šířili po celé Francii a Alžírsku v 30. letech 20. století a aktivně motivovali bojovníky, kteří se stali zásadními pro boj o nezávislost Alžírska . Během války za nezávislost (1954–1962) byla Kabylie jednou z nejvíce zasažených oblastí, hlavně díky jejím přírodním podmínkám. Revoluční Alžířané vedli ozbrojený odpor proti francouzskému kolonialismu, z Fronty národního osvobození (FLN) vzešlo několik historických vůdců, včetně Hocina AÏt Ahmeda, Abana Ramdena a Krima Belkacema.

#### Po získání nezávislosti Alžírska
Napětí mezi Kabyly a centrální vládou má několik důvodů. Začalo v roce 1963, kdy se politická strana FFS vedena Hocinem Aït Ahmedem přetahovala o moc se stranou FLN. V roce 1980 proběhlo v Kabylii několik demonstrací požadujících uznání kabylského jazyka. Této události se dnes říká Berberské jaro, její název byl ve skutečnosti inspirován Pražským jarem. Politika legitimace zesílila jako arabské hnutí v Alžírsku v 90. letech 20. století. V letech 1994–1995 nastal školní bojkot označovaný jako „stávka školní brašny“. V červnu a červenci roku 1998 po atentátu spáchaném na zpěvákovi Matoubu Lounèsovi a v době, kdy zevšeobecňující zákon o užívání arabského jazyka ve všech oblastech vešel v platnost, se v oblasti opět rozhořela nenávist a touha po samostatnosti. V následujících měsících po dubnu roku 2001 (nazvaného Černé jaro), hlavní nepokoje – společně s nově vzniklou organizací Arouch – následovalo zabití mladého Kabyly Masinissa Guermaha alžírskou armádou, a postupně ustalo po zesílení některých výhod ze strany prezidenta Abdelazíze Boutefliky.
Od 23. března 2007 hledá alžírská armáda v Kabýlii členy Salafistické skupiny pro kázání a boj (Groupe Salafiste pour la Prédication et le Combat, GSPC). Dokonce byly částečně uzavřeny dvě hlavní silnice mezi městy Bidžája a Amizour a mezi El-Kseur a Bouira. Po bombovém útoku Alžíru 11. dubna 2007 se hledání ještě zintenzivnilo. Také proto, že GSPC spolupracuje se sítí Al-Káida.

## Ekonomika
Kabylové se živí hlavně jako zemědělci, i když k tomu nemají vhodné přírodní podmínky. Pěstují obilí, vinnou révu, olivy a korkové duby. Dále mezi nimi najdeme řemeslníky. Nejrozšířenějšími jsou tapisérie a hrnčířství. Horské zemědělství pozvolna ustupuje místnímu průmyslu (textilní a agro-výživný).

## Politika

Berberská vlajka

V Kabylii dominují dvě hlavní politické strany. První z nich je FFS (Front des Forces Socialistes), kterou vedl do roku 2009 Hocin Aït Ahmed, a druhou je RCD (Rassemblement pour la Culture et la Démocratie) vedená do roku 2012 Saïdem Sadim. Obě strany jsou sekulární, berberské a alžírské.
Významnou politickou organizací je Arouch, která vznikla během tzv. Černého jara v roce 2001, při kterém bylo zabito 126 Kabylů alžírskými vojáky. Arouch je organizace reprezentující alžírské Berbery. Arouch je množné číslo od slova Arch, které v Kabylii znamená formu demokratického shromáždění. Organizace je podobně politicky zaměřena jako obě hlavní politické strany FFS a RCD. Cílem organizace je jazyková autonomie kabylštiny, šíření demokracie a sociálních práv.
Další organizací je MAK (Mouvement pour l’autodétermination de la Kabylie). Vznikla také během Černého jara v roce 2001 s cílem bojovat za nezávislost Kabylie.